# نیکوکار (فیلم)
نیکوکار (به انگلیسی: The Benefactor)(در اصل با عنوان فرانی) فیلمی درام محصول سال ۲۰۱۵ آمریکا نوشته و کارگردانی شده توسط اندرو رنزی است. این فیلم برای اولین بار در جشنواره فیلم ترایبکا در تاریخ ۱۷ آوریل سال ۲۰۱۵ به نمایش درآمد. همچنین در ۱۵ ژانویه ۲۰۱۶ در ایالات متحده در یک نسخه محدود و از طریق ویدئو هنگام درخواست توسط ساموئل گلدوینچ منتشر شد.

## خلاصه داستان
یک مرد ثروتمند و نیکوکار در بطن زندگی زوج‌های تازه ازدواج کرده قرار می‌گیرد تا گذشته خود را زنده کند…